# John M. Ford

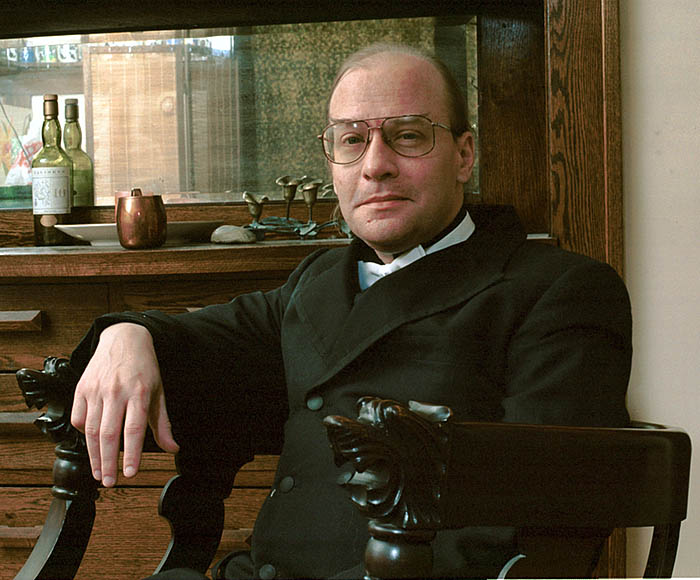
John M. Ford (2000)

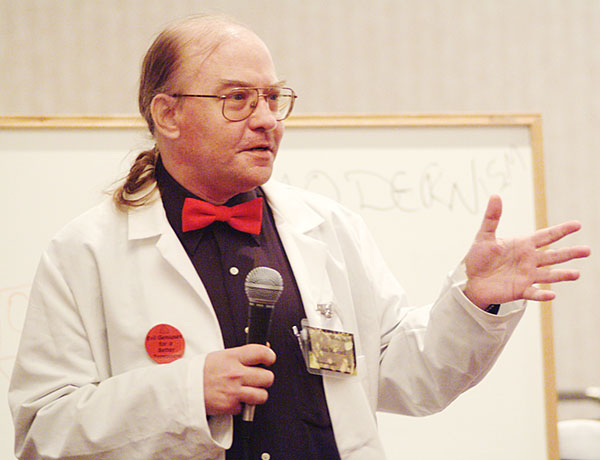
John M. Ford (2003)

John Milo „Mike“ Ford (* 10. April 1957 in East Chicago, Indiana; † 25. September 2006 in Minneapolis, Minnesota) war ein US-amerikanischer Science-Fiction- und Fantasy-Schriftsteller, Lyriker und Spieledesigner.

## Leben
John M. Ford wuchs in Whiting, Indiana auf und besuchte in den 1970er Jahren die Indiana University Bloomington, wo er Mitglied des örtlichen SF-Klubs war und bei der Society for Creative Anachronism mitwirkte (als Miles Atherton de Grey). Er verließ die Universität und zog 1978 nach New York um, weil er dort beim neugegründeten Isaac Asimov's Science Fiction Magazine mitarbeiten konnte. Er veröffentlichte dort neben weiteren Kurzgeschichten zahllose Beiträge und auch Lyrik, ehe er 1990 nach Minneapolis ging.
Bereits ab dem Jahre 1975 veröffentlichte Ford einige Kurzgeschichten in den Zeitschriften Analog, Omni und Asimov’s Science Fiction. Der erste Roman Web Of Angels war ein frühes Beispiel für den Cyberpunk, während The Princes Of The Air eine Space Opera war und The Dragon Waiting eine Fantasy-Alternativweltgeschichte, die 1984 den World Fantasy Award gewann. Diesen erhielt er 1989 erneut für die Kurzgeschichte Winter Solstice, Camelot Station. Den Philip K. Dick Award bekam Ford ein Jahrzehnt später für Growing Up Weightless. In seinen beiden Romanen aus der Star-Trek-Welt gab er den Klingonen eine andere Rolle als die der tumben Bösewichter der ersten Fernsehserie und schuf damit die Basis für ihre Rolle in späteren Serien; später verfasste er diverse Zusatztexte für Star-Trek-Rollenspiele, in denen er sich näher mit den Klingonen beschäftigt. Für Romane aus dem Zyklus Das Rad der Zeit von Robert Jordan zeichnete er Landkarten.
Neben seinen Romanen schrieb er weitere Bücher mit GURPS-Rollenspielen und beteiligte sich am Shared-World-Projekt Liavek. Den Origins Award für das beste RPG-Material gewann er dreimal. 1998 gewann er den Lyrikpreis Rhysling Award. Einige Kinderbücher wurden unter einem Pseudonym von ihm veröffentlicht, das nie bekannt wurde.
John M. Ford litt bereits seit seiner Kindheit unter einem schweren Diabetes und daraus folgendem Nierenversagen. 2000 konnte sein Leben nach jahrelanger Dialyse durch eine Nierentransplantation deutlich verbessert werden, ehe er am 25. September 2006 von seiner langjährigen Lebensgefährtin tot am Schreibtisch aufgefunden wurde.

## Bibliographie
- Web of Angels. 1980
- On Writing Science Fiction: The Editors Strike Back, 1981 (mit Darrell Schweitzer und George H. Scithers, ISBN 1-880448-78-5, Ratgeberbuch über das Verfassen von SF-Kurzgeschichten)
- The Princes of the Air. 1982
- The Dragon Waiting. 1983; deutsch als: Der Thron des Drachen. Goldmann, München 1988, ISBN 3-442-23933-8
- The Final Reflection. 1984; deutsch als: Der letzte Schachzug. Heyne, München 1988, ISBN 3-453-02779-5 (Star-Trek-Roman)
- How Much for Just the Planet?. 1987; deutsch als: Was kostet dieser Planet?. Heyne, München 1992, ISBN 3-453-05844-5 (Star-Trek-Roman)
- The Scholars of Night. 1988
- Casting Fortune. (Kurzgeschichtensammlung aus dem Liavek-Universum) 1989
- Growing Up Weightless. 1993
- Timesteps. (Lyriksammlung) 1993
- From the End of the Twentieth Century. (Sammlung von Essays, Lyrik und Kurzgeschichten) 1997
- The Last Hot Time. 2000
- Heat of Fusion and Other Stories. (Kurzgeschichtensammlung) 2004